# Zwarts & Jansma Architects
Zwarts & Jansma Architects (offizieller Name: Zwarts & Jansma Architecten B.V., Abkürzung: ZJA) ist ein niederländisches Architekturbüro mit Sitz in Amsterdam. Das Unternehmen wurde 1990 von Rein Jansma und Moshé Zwarts gegründet und wird seit 2010 von Jansma sowie Reinald Top und Rob Torsing geleitet, nachdem Zwarts zum 1. Juli desselben Jahres ausstiegen war. Neben dem Hauptsitz in Amsterdam unterhält das international ausgerichtete Architekturbüro Geschäftsstellen in Brüssel und Dubai.

## Unternehmen
Das Unternehmen ist auf die Bereiche Freizeit, Infrastruktur, öffentlicher Verkehr und Sport spezialisiert. Zu seinen Bauten zählen vor allem Autobahnen, Bahnhöfe, Brücken, Sporthalle, Stadien und Tiefgaragen. Diese sind am häufigsten in den Niederlanden und auch in Belgien anzutreffen. Allerdings sind ebenso im asiatischen und europäischen Raum einige Bauwerke vorhanden. Bei der Planung von Grünbrücken im Vail Pass, einem Gebirgspass im US-amerikanischen Bundesstaat Colorado, handelt es sich um das einzige Projekt auf dem amerikanischen Kontinent.

## Projekte (Auswahl)

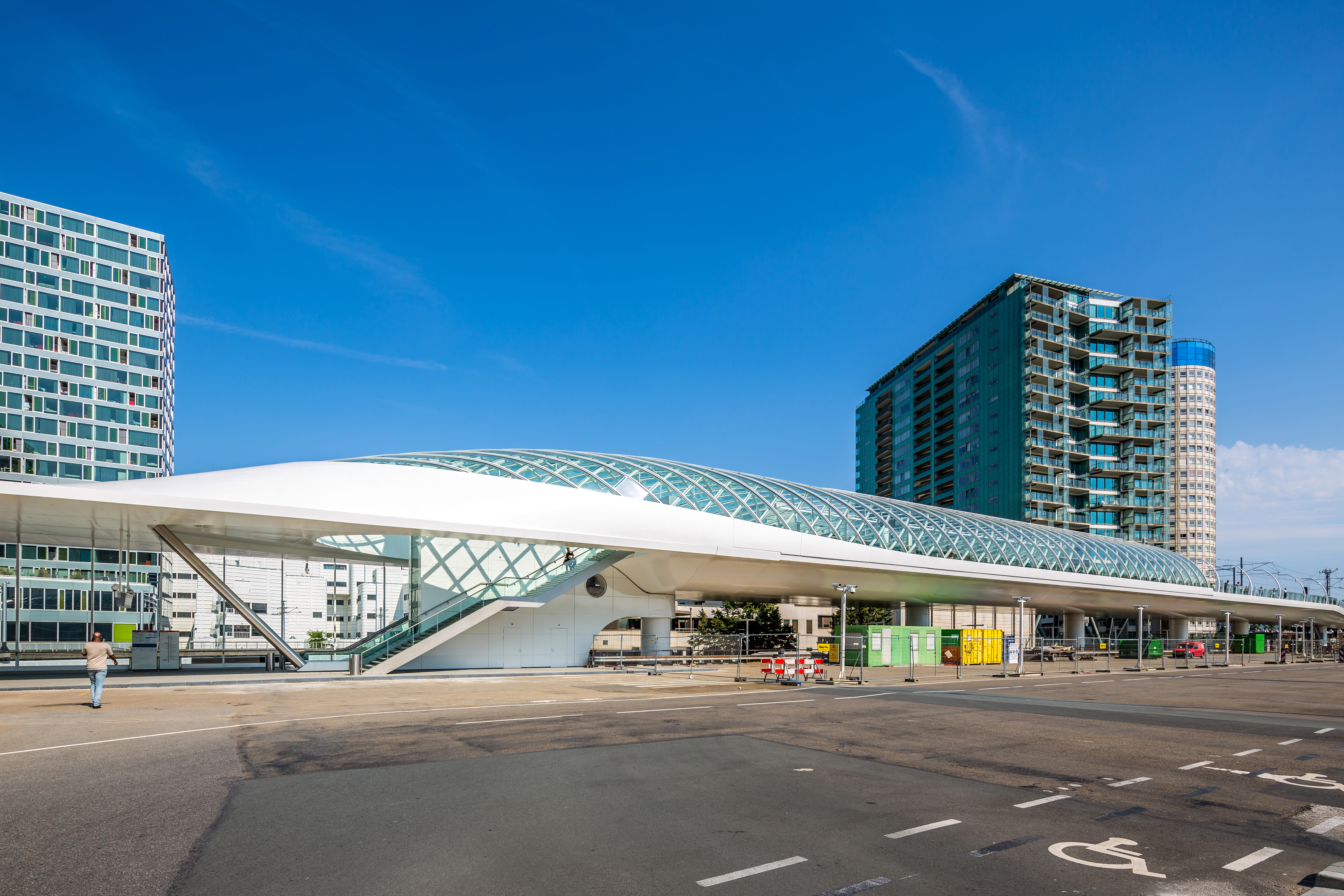
Der Startbahnhof der U-Bahn-Linie E in Den Haag

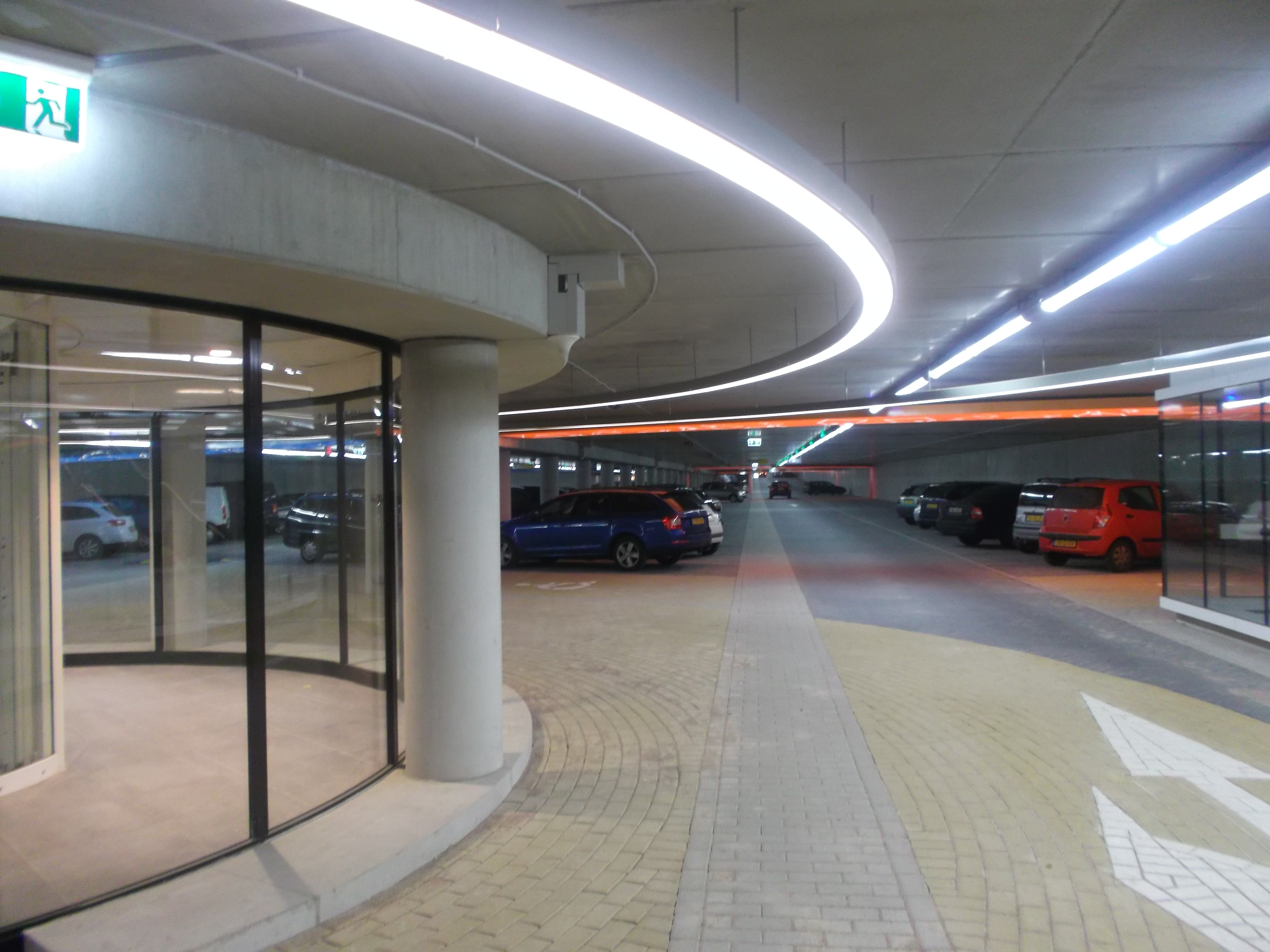
Tiefgarage unterhalb einer Düne

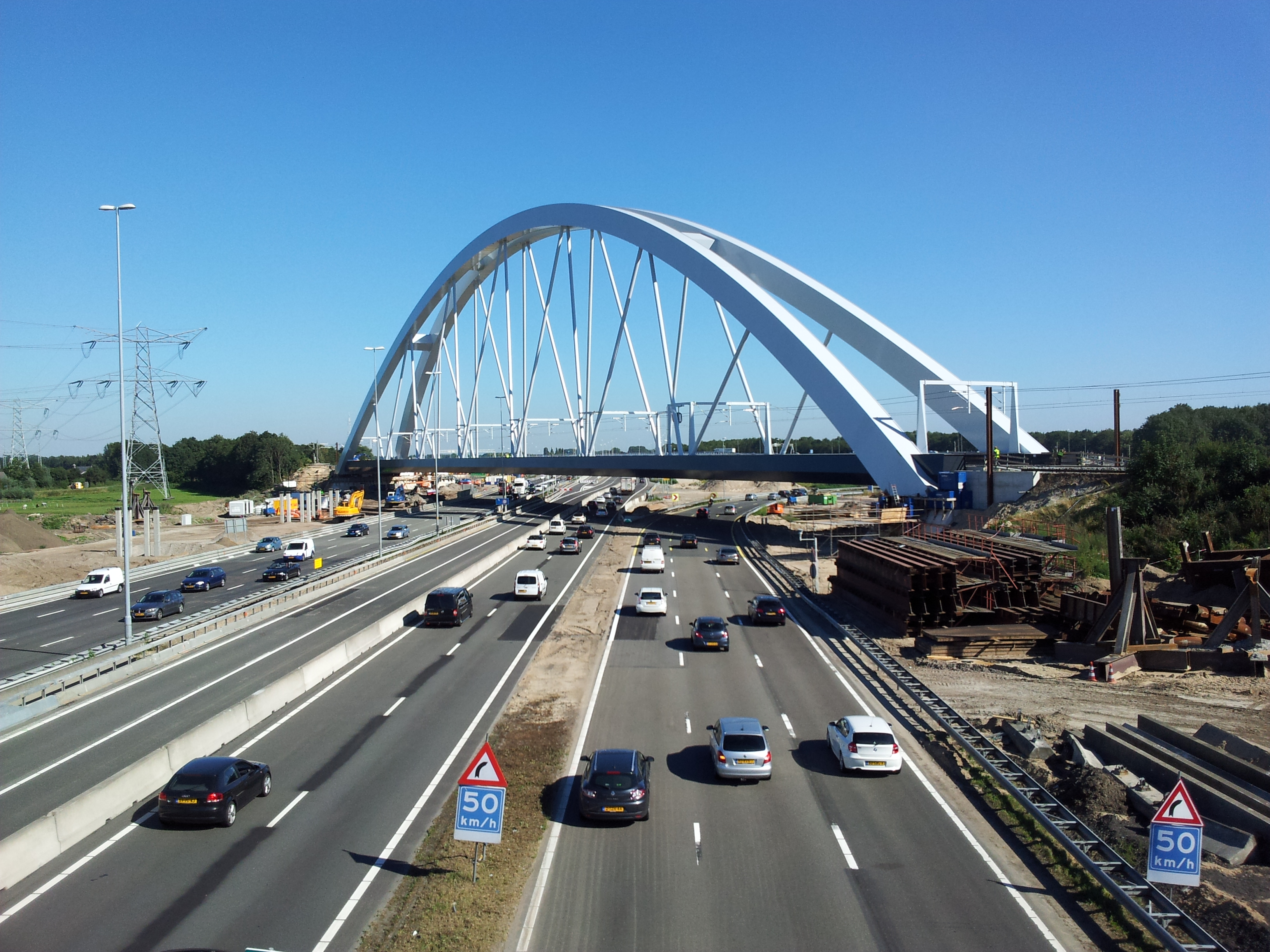
Die Zandhazenbrug kurz vor der Eröffnung

- AFAS Stadion, Alkmaar: Bau des Fußballstadions des AZ Alkmaar
- Albert Cuypgarage, Amsterdam: Bau einer Tiefgarage im Stadtviertel De Pijp
- Bahnhof Amsterdam Centraal, Amsterdam: Renovierung des Bahnhofsgebäudes
- Expo 92, Sevilla: Entwurf des Pavillons der Niederlande
- Fornebubanen, Oslo: Bau einer U-Bahn-Linie von der Halbinsel Fornebu in den Osloer Stadtteil Frogner
- Haags Startstation Erasmuslijn, Den Haag: Bau eines U-Bahnhofs am Bahnhof Den Haag Centraal
- Kustwerk Katwijk, Katwijk: Bau einer Tiefgarage
- M55/IJmeerlijn, Amsterdam–Almere: Bau einer U-Bahn-Linie unterhalb des IJsselmeeres
- Maasvlakte 2, Rotterdam: Errichtung mehrerer sogenannter Fly-overs
- Nationales Befreiungsmuseum 1944–1945, Groesbeek: Bau eines Kuppelgebäudes
- Sparta Stadion Het Kasteel, Rotterdam: Neubau des Fußballstadions von Sparta Rotterdam
- Städtisches Schwimmbad, Ostende: Bau eines neuen Schwimmbads
- Stadion Galgenwaard, Utrecht: Bau des Fußballstadions des FC Utrecht
- Thialf, Heerenveen: Neubau des Eisstadions
- Topsporthal, Löwen: Bau einer Sporthalle auf dem Campus der Katholieke Universiteit Leuven
- Zandhazenbrug, Muiderberg: Neubau einer Eisenbahnbrücke über der A10
- Zuidasdok, Amsterdam: Untertunneln der A10 und Modernisierung des Bahnhofs Amsterdam Zuid

## Auszeichnungen
- Haags Startstation Erasmuslijn[7]
  - 2017: Auszeichnung – WAN Transport Award
  - 2018: Nominierung – ABB LEAF Awards
  - 2018: Nominierung – Nationale Staalprijs
  - 2018: Nominierung – Nieuwe Berlagevlag
  - 2018: Nominierung – Staalbouwwedstrijd
  - 2019: Auszeichnung – German Design Award
- Fahrrad- und Fußgängerbrücke, Sittard-Geleen[8]
  - 2018: Nominierung – Nationale Staalprijs
- Kustwerk Katwijk[9]
  - 2015: Auszeichnung – Falco Award
  - 2015: Auszeichnung – Rijnlandse Architectuur Prijs
  - 2015: Nominierung – Agemaprijs
  - 2015: Nominierung – Gouden Piramide
  - 2016: Auszeichnung – BNA Beste Gebouw van het Jaar
  - 2016: Auszeichnung – Prix d'Excellence
  - 2016: Auszeichnung – WAN Infrastructure Award
  - 2017: Auszeichnung – German Design Award
  - 2017: Auszeichnung – IPI Award of Excellence
  - 2017: Nominierung – Preis der Europäischen Union für zeitgenössische Architektur
  - 2017: Nominierung – Schreuderprijs
- Thialf, Heerenveen[10]
  - 2017: Nominierung – Architizer A+Awards
  - 2017: Nominierung – WAN Sport in Architecture Award
  - 2018: Auszeichnung – German Design Award
  - 2018: Nominierung – World Architecture Festival Award
- Zandhazenbrug, Muiderberg[11]
  - 2018: Auszeichnung – Nationale Staalprijs
- Zuidasdok, Amsterdam[12]
  - 2018: Nominierung – World Architecture Festival Award